# 37734 Bonacina
37734 Bonacina è un asteroide della fascia principale. Scoperto nel 1996, presenta un'orbita caratterizzata da un semiasse maggiore pari a 2,2972439 au e da un'eccentricità di 0,1805908, inclinata di 4,75611° rispetto all'eclittica.